# Supercopa de Japón 1999
La Supercopa de Japón 1999, también conocida como Supercopa Xerox 1999 (en inglés: Xerox Super Cup 1999) por motivos de patrocinio, fue la 6.ª edición de este torneo.
Fue disputada entre Kashima Antlers, como campeón de la J. League 1998, y Shimizu S-Pulse, como subcampeón de la Copa del Emperador 1998 en reemplazo de Yokohama Flügels, que se había disuelto. El partido se jugó el 27 de febrero de 1999 en el Estadio Nacional de la ciudad de Tokio.

## Participantes
| Bandera de Prefectura de Ibaraki  | Kashima Antlers | Campeón de la J. League (1998)             |
| Bandera de Prefectura de Shizuoka | Shimizu S-Pulse | Subcampeón de la Copa del Emperador (1998) |

## Partido
| 27 de febrero de 1999, 14:52 (UTC+9) | Kashima Antlers                | 2:1 (1:1) | Shimizu S-Pulse | Estadio Nacional, Tokio                                 |                                                         |
|                                      | Yanagisawa 24' · Narahashi 68' | Reporte   | Sawanobori 25'  | Asistencia: 28.520 espectadores Árbitro(s): Kiyoshi Ōta | Asistencia: 28.520 espectadores Árbitro(s): Kiyoshi Ōta |

### Detalles
| 21         | Guardameta     | Daijirō Takakuwa   |  |
| 2          | Defensa        | Akira Narahashi    |  |
| 3          | Defensa        | Yutaka Akita       |  |
| 4          | Defensa        | Ryōsuke Okuno      |  |
| 7          | Defensa        | Naoki Sōma         |  |
| 5          | Centrocampista | Naruyuki Naitō     |  |
| 6          | Centrocampista | Yasuto Honda       |  |
| 10         | Centrocampista | Bismarck           |  |
| 16         | Centrocampista | Toshiyuki Abe      |  |
| 11         | Delantero      | Yoshiyuki Hasegawa |  |
| 13         | Delantero      | Atsushi Yanagisawa |  |
| Entrenador | Entrenador     | Zé Mário           |  |

| 1          | Guardameta     | Masanori Sanada    |     |
| 3          | Defensa        | Masahiro Andō      |     |
| 2          | Defensa        | Toshihide Saitō    |     |
| 11         | Defensa        | Ryūzō Morioka      |     |
| 4          | Defensa        | Kazuyuki Toda      |     |
| 7          | Centrocampista | Teruyoshi Itō      |     |
| 13         | Centrocampista | Kazuaki Tasaka     |     |
| 10         | Centrocampista | Masaaki Sawanobori |     |
| 8          | Centrocampista | Alex               | 71' |
| 9          | Delantero      | Kenta Hasegawa     | 71' |
| 21         | Delantero      | Sōtarō Yasunaga    | 86' |
| Entrenador | Entrenador     | Steve Perryman     |     |

| 5  | Centrocampista | Santos             | 71' |
| 14 | Delantero      | Hiroki Hattori     | 71' |
| 15 | Centrocampista | Yoshikiyo Kuboyama | 86' |

| Anotado | 24' | Atsushi Yanagisawa | 1-0 |
| Anotado | 68' | Akira Narahashi    | 2-1 |

| Anotado | 25' | Masaaki Sawanobori | 1-1 |

| Árbitro             | Kiyoshi Ōta       |
| Árbitros asistentes | Naoki Esumi       |
| Árbitros asistentes | Satoru Ishizawa   |
| Cuarto árbitro      | Hisaharu Kitamura |

| 21         | Guardameta     | Daijirō Takakuwa   |  |
| 2          | Defensa        | Akira Narahashi    |  |
| 3          | Defensa        | Yutaka Akita       |  |
| 4          | Defensa        | Ryōsuke Okuno      |  |
| 7          | Defensa        | Naoki Sōma         |  |
| 5          | Centrocampista | Naruyuki Naitō     |  |
| 6          | Centrocampista | Yasuto Honda       |  |
| 10         | Centrocampista | Bismarck           |  |
| 16         | Centrocampista | Toshiyuki Abe      |  |
| 11         | Delantero      | Yoshiyuki Hasegawa |  |
| 13         | Delantero      | Atsushi Yanagisawa |  |
| Entrenador | Entrenador     | Zé Mário           |  |

| 1          | Guardameta     | Masanori Sanada    |     |
| 3          | Defensa        | Masahiro Andō      |     |
| 2          | Defensa        | Toshihide Saitō    |     |
| 11         | Defensa        | Ryūzō Morioka      |     |
| 4          | Defensa        | Kazuyuki Toda      |     |
| 7          | Centrocampista | Teruyoshi Itō      |     |
| 13         | Centrocampista | Kazuaki Tasaka     |     |
| 10         | Centrocampista | Masaaki Sawanobori |     |
| 8          | Centrocampista | Alex               | 71' |
| 9          | Delantero      | Kenta Hasegawa     | 71' |
| 21         | Delantero      | Sōtarō Yasunaga    | 86' |
| Entrenador | Entrenador     | Steve Perryman     |     |

| 5  | Centrocampista | Santos             | 71' |
| 14 | Delantero      | Hiroki Hattori     | 71' |
| 15 | Centrocampista | Yoshikiyo Kuboyama | 86' |

| Anotado | 24' | Atsushi Yanagisawa | 1-0 |
| Anotado | 68' | Akira Narahashi    | 2-1 |

| Anotado | 25' | Masaaki Sawanobori | 1-1 |

| Árbitro             | Kiyoshi Ōta       |
| Árbitros asistentes | Naoki Esumi       |
| Árbitros asistentes | Satoru Ishizawa   |
| Cuarto árbitro      | Hisaharu Kitamura |

|                                     |
| Bandera de Prefectura de Ibaraki    |
| Campeón Kashima Antlers 3.er título |